# Yang Mao
Yang Mao là một xã thuộc tỉnh Đắk Lắk, Việt Nam.
Xã có diện tích 403,23 km², dân số năm 1999 là 3691 người, mật độ dân số đạt 9 người/km².